# 楊愛倫
楊愛倫（英語：Ellen Young，1952年3月20日—），生於中華民國臺灣省台北市，後移民美國，擁有中華民國與美國雙國籍。美國政治人物，曾任紐約州眾議院議員，是美國東岸首位當選公職之亞裔及臺灣裔女性。現任紐約最高法院律師懲戒委員會首位亞裔委員、基督教角聲金齡學苑校長、楊愛倫美國諮詢公司總裁。

## 生平
楊愛倫的父親籍貫廣東惠陽，為中華民國空軍軍官，1949年至台灣；母親籍貫江蘇，曾任職於國防部與中國農民銀行。楊愛倫在台北市出生，成長於眷村。1968年畢業於德明商專（今德明財經科技大學），1977年移民美國。
2007年，楊愛倫接替法拉盛選區孟廣瑞的席次，成為紐約州眾議員。
2008年楊愛倫連任競選中，騎腳踏車遭車輛嚴重撞傷，競選結果敗給孟昭文。2009年卸任議員後，至美國加州照顧其父母，同年，其父去世。楊愛倫在返回紐約之後，為完成其父遺願，進入聖若望大學亞洲研究所攻讀碩士。2012年獲得聖若望大學亞洲研究所碩士學位，在學期間成績優良，獲頒學術完美院長獎。

## 家庭
楊愛倫與前夫季先生育有一女，季華姍（後從母姓，改名為楊華姍）。

## 外部連結
- 華僑華人風雲錄-楊愛倫 （页面存档备份，存于）